# Cámara Nacional Electoral
La Cámara Nacional Electoral (CNE) es una cámara argentina dependiente del Poder Judicial que cumple el rol de autoridad superior de aplicación de la legislación político-electoral. Fue creada en 1962 mediante decreto 7.163/62. 

## Funciones
La CNE está a cargo de:
- Registro Nacional de Electores
- Registro de Cartas de Ciudadanía
- Registro de Electores Residentes en el Exterior
- Registro de Electores Privados de Libertad e Inhabilitados
- Registro de Infractores al deber de votar
- Registro Nacional de Partidos Políticos
- Registro Nacional de Afiliados a los Partidos Políticos
- Registro de Empresas de Encuestas y Sondeos de Opinión
- Registro Público de Postulantes a Autoridades de Mesa
- Registro Nacional de Divisiones Electorales
- Registro de Delegados de la Justicia Nacional Electoral
- Cuerpo de Auditores Contadores

## Autoridades
- Presidente: Dr. Alberto Ricardo Dalla Via
- Vicepresidente: Dr. Santiago Hernán Corcuera
- Secretario de Actuación Judicial: Dr.  Hernán Gonçalves Figueiredo
- Secretario de Actuación Electoral: Dr. Sebastián Schimmel
- Secretaria de Cámara: Dra. Alejandra Lázzaro
- Prosecretaria de Cámara: Dra. Elena Gómez